# جواز سفر ماليزي
جواز السفر الماليزي هو جواز سفر للمواطنين الماليزيين يصدر من قبل وزارة الهجرة في ماليزيا. تعالج طلبات جوازات السفر الماليزية والتجديدات بسرعة كبيرة حيث تصدر جوازات السفر الجديدة عادةً بعد ساعة واحدة من الدفع للحالات العادية. تتيح مكاتب تجديد جوازات السفر في فروع إدارة الهجرة في جميع أنحاء البلاد لمقدمي طلبات الحصول على جوازات السفر دون الوقوف في طوابير عند عدادات طلبات جواز السفر.

## متطلبات التأشيرة

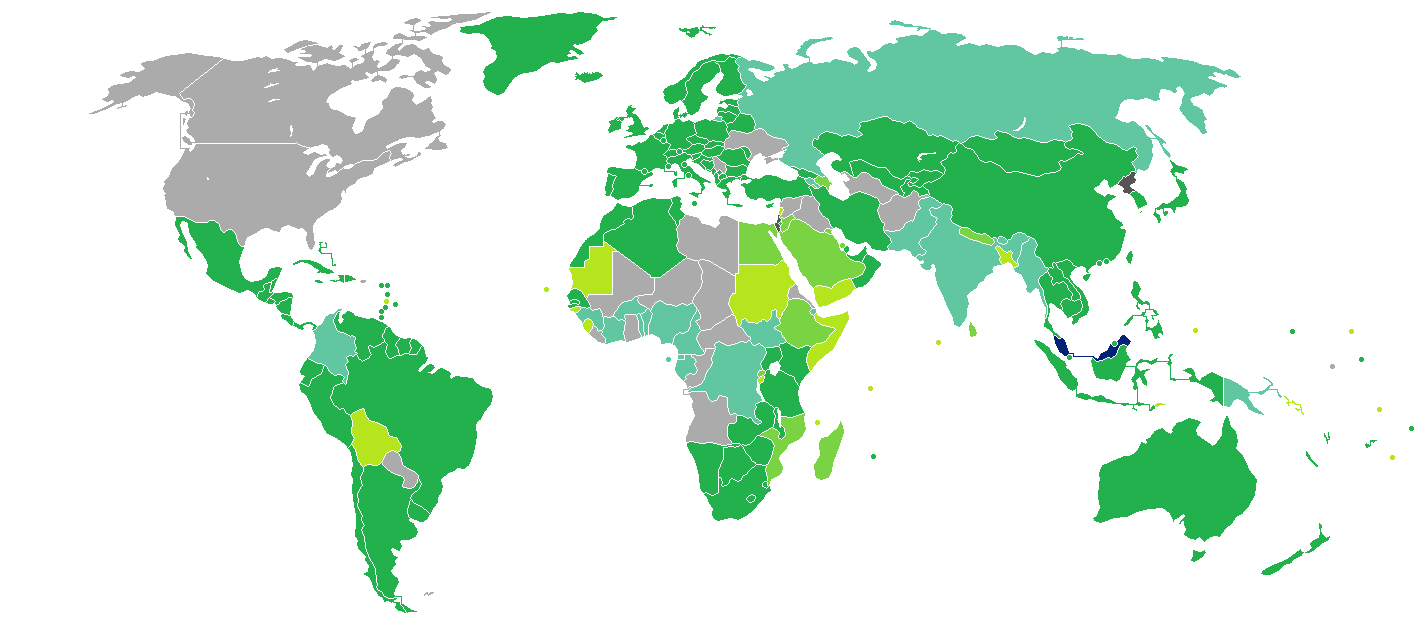
البلدان والأقاليم التي لا تفرض تأشيرة أو تطلب تأشيرة دخول عند الوصول للجهة، لحاملي جوازات السفر الماليزية العادية.

اعتبارًا من 13 أبريل 2021 كان مواطنوا ماليزيا يتمتعون بإمكانية دخول 179 دولة وإقليم بدون تأشيرة أو تأشيرة عند الوصول، مما جعل جواز السفر الماليزي يحتل المرتبة 12 في العالم وهو ثاني أعلى جواز في جنوب شرق آسيا بعد سنغافورة ورابع أعلى جواز في آسيا وفقًا لمؤشر هينلي لجوازات السفر. صنف مؤشر جواز سفر آرتون كابيتال جواز السفر الماليزي في المرتبة 15 في العالم من حيث حرية السفر، مع أمكانية دخول 136 دولة وإقليم بدون تأشيرة اعتبارًا من يناير 2022.

### قيود السفر

#### إسرائيل
بما أن ماليزيا لا تعترف بدولة إسرائيل ولا تقيم علاقات دبلوماسية معها، تحمل جوازات السفر الماليزية: جواز السفر هذا صالح لجميع البلدان باستثناء إسرائيل. لا يُسمح لحاملي جوازات السفر الإسرائيلية بدخول ماليزيا دون إذن كتابي من وزارة الداخلية الماليزية.
رسميًا تسمح الحكومة الماليزية للمسيحيين بزيارة إسرائيل لأغراض دينية. فرضت الحكومة في عام 2009 حظراً على زيارة إسرائيل، بدعوى ارتفاع المخاطر الأمنية التي تمثلها القضية الفلسطينية. رُفع الحظر في عام 2011 ولكن مع وجود قيود مثل أن لا يذهب أكثر من 700 حاج سنويًا مع ما لا يزيد عن 40 حاجًا لكل مجموعة كنسية، ويجب أن لا يقل عمر الحاج عن 18 عامًا وألا يزور إسرائيل أكثر من مرة كل ثلاثة سنوات وألا تزيد مدة الإقامة عن 10 أيام. أعلنت الحكومة تخفيف الحظر في 20 ديسمبر 2013 حيث رفعت معظم القيود مع زيادة الحد الأقصى لمدة الإقامة إلى 21 يومًا، وفقًا للوضع الأمني في إسرائيل.

#### كوريا الشمالية
أعلنت ماليزيا في سبتمبر 2017 حظرًا على دخول مواطنيها إلى كوريا الشمالية، في أعقاب توتر العلاقات بين ماليزيا وكوريا الشمالية في أعقاب اغتيال كم جونغ نام في مطار كوالالمبور الدولي.

## روابط خارجية
- وزارة الهجرة في ماليزيا: الجوازات الماليزية (باللغة الإنجليزية)
- الموقع الرسمي للجواز الماليزي